# Cimolai (azienda)
Cimolai è una azienda italiana a capo del Gruppo Cimolai, gruppo industriale che si occupa principalmente di grande carpenteria in acciaio. Fonda le sue radici nel territorio di Pordenone sin dagli anni '50 del secolo scorso.
L'azienda è specializzata nella progettazione, produzione e montaggio di strutture metalliche come costruzioni civili, industriali e strutture architettoniche, tra cui il telescopio Extremely Large Telescope nel deserto dell'Atacama in Cile, la stazione metropolitana Oculus di Santiago Calatrava di Ground Zero a New York, la struttura a nido d'ape Vessel, il Terminal dell'Aeroporto di Fiumicino, la stazione ferroviaria AV di Reggio Emilia e la cupola Al Wasl Plaza per EXPO 2020 di Dubai.

## Storia
L'azienda viene fondata nel 1949 a Pordenone come laboratorio per la produzione di cancelli e infissi metallici da Armando Cimolai (classe 1928) e dalla moglie Albina: lui si occupa della produzione, lei dei conti e degli acquisti. Durante gli anni sessanta (il primo stabilimento sorge nel 1963 in viale Venezia, a Pordenone) e settanta (secondo stabilimento a Polcenigo nel 1974) l'azienda amplia l'attività progettando e costruendo numerosi fabbricati per le maggiori industrie dell'epoca (ENEL, Zanussi, Fiat, Valeo).
Negli anni ottanta l'azienda, in cui entrano ben presto i tre figli di Armando (Luigi, Ivana e Roberto) inizia l'espansione nel mercato estero, aprendo un altro stabilimento a Roveredo (1986) e un Centro servizi a San Quirino (1991). A cavallo del nuovo millennio Cimolai (alla guida dell'azienda siede dal 1993 il figlio Luigi Cimolai) partecipa all'edificazione del ponte sul Grand Canal a Le Havre, del Second Severn Crossing Bridge a Bristol e dell'Olympiakó Stádio Spyros Louis di Atene che Santiago Calatrava chiama "il mio Olimpyc Dream", è inoltre impegnata nella realizzazione del Millennium Stadium di Cardiff (solo il tetto impiega 9.000 tonnellate di acciaio), dell'hub del New World Trade Center a New York e delle paratoie per l'ampliamento del canale di Panama, nella costruzione del grattacielo Intesa Sanpaolo a Torino e nel nuovo sistema di contenimento per la centrale di Černobyl' e le opere del terzo lotto della Grande Viabilità Triestina.
Nel 2003 apre un nuovo stabilimento a San Giorgio di Nogaro, sulla sponda dell'Aussa Corno, dotato di una banchina per l'attracco delle navi. Qui inizia la produzione di tubi di grande spessore e, dal 2007, la costruzione di scafi per navi.
Nel 2011 l'azienda fa la sua prima acquisizione: la Fabris srl, specializzata in meccanica. Nel 2012 rileva la Zahler & Mayr Sa, una società svizzera specializzata in carpenteria metallica e tubi trafilati. Si costruisce un altro nuovo stabilimento a Monfalcone.
Nel 2015 vengono costituite tre società: una specializzata nelle facciate continue, una specializzata nei componenti per il settore Oil&Gas, e l'ultima dedicata alla movimentazione e il montaggio di grandi strutture.
Realizza il ponte della pace di Tbilisi, il terminal di Fiumicino, il ponte Calatrava di Reggio Emilia, lo stadio di Johannesburg e quello di Varsavia. E poi la stazione Mediopadana dell'alta velocità a Reggio Emilia, il Ponte Adriatico di Bari, il Perelman Arts Center a New York, Al Wasl Plaza a Dubai, Stadio Al-Bayt in Qatar.
Nel 2022, a seguito di operazioni speculative sui derivati, entra in crisi con debiti per oltre 500 milioni..
Nel 2023 l'azienda esce dalla crisi: il bilancio 2023, infatti, si chiude con un risultato netto di 324 milioni di euro, includendo il risultato positivo conseguente l'omologa del piano concordatario che ha permesso la ridefinizione delle posizioni debitatorie della società.
Nel 2024 l'Azienda conclude i progetti nuova Torre Piloti di Genova e il Ponte Drini a Kukes, in Albania.